# Leopoldine Ullmann
Leopoldine Ullmann (* um 1872 in Prag; † 2. Januar 1938 ebenda) war eine Opernsängerin (Alt).

## Leben
Leopoldine Ullmann wurde in Prag als Tochter des Universitätsprofessors und Hofrates Dominik Ullmann (1835–1901) geboren. Sie nahm 1897 ein Engagement in Lübeck an, kam 1898 nach Bremen und debütierte am 2. Februar 1899 als „Azucena“ am Hoftheater in Darmstadt mit so großem Erfolg, dass sie sofort für diese Hofbühne gewonnen wurde. Gleich mit ihrer Antrittsrolle als Ortrud bewies sie ihr Können und qualifizierte sich als Wagnersängerin. Auch in späteren Rollen wie „Amneris“ (Aida), „Fides“ (Prophet) und „Nancy“ (Martha) erwies sie sich als erfolgreiche Vertreterin des Altfaches.
Ullmann vermachte ihr gesamtes Vermögen der Universität Prag zur Einrichtung einer Stiftung für Hochschüler.